# Sofia D'Odorico
Sofia D'Odorico (ur. 6 stycznia 1997 w Palmanova) – włoska siatkarka, reprezentantka kraju, grająca na pozycji przyjmującej. 

## Sukcesy reprezentacyjne
Mistrzostwa Europy Kadetek:
- 2013

Mistrzostwa Świata Juniorek:
- 2015

Mistrzostwa Europy:
- 2021[9]

Igrzyska Śródziemnomorskie:
- 2022[10]

Liga Narodów:
- 2022[11]